# Cisza krzyczy
Cisza krzyczy – płyta zespołu Skaldowie, wydana w 2007 roku, nakładem Wydawnictwa 21, zawierająca zapis koncertu zespołu w Leningradzie, w październiku 1972 roku. Koncert nagrano na taśmie szpulowej, przy pomocy jednego mikrofonu.

## Lista utworów
1. „Zapowiedź” – 1:08
2. „Kolorowe, szare dni” (Andrzej Zieliński – Tadeusz Śliwiak) – 3:59
3. „Juhas zmarł” (Andrzej Zieliński – M.Jaasne) – 4:34
4. „Jeszcze kocham” (Andrzej Zieliński – Andrzej Jastrzębiec-Kozłowski) – 2:26
5. „Łagodne światło Twoich oczu” (Andrzej Zieliński – Zbigniew Jerzyna) – 2:55
6. „Dajcie mi snu godzinę cichą” (Andrzej Zieliński – Zbigniew Jerzyna) – 4:40
7. „Wolne są kwiaty na łące” (Andrzej Zieliński – Ewa Lipska) – 1:18
8. „Medytacje wiejskiego listonosza” (Andrzej Zieliński – Leszek Aleksander Moczulski) – 2:45
9. „Prześliczna wiolonczelistka” (Andrzej Zieliński – Wojciech Młynarski) – 2:59
10. „Angel” (Jimi Hendrix – Jimi Hendrix) – 4:04
11. „Wszystko mi mówi, że mnie ktoś pokochał” (Andrzej Zieliński – Wojciech Młynarski) – 2:21
12. „Krywaniu, Krywaniu” (Andrzej Zieliński – Kazimierz Przerwa–Tetmajer) – 16:24
13. „Wieczór na dworcu w Kansas City” (Andrzej Zieliński – Agnieszka Osiecka) – 2:13
14. „Cisza krzyczy” (Andrzej Zieliński – Andrzej Bianusz) – 7:08

## Skład zespołu
- Andrzej Zieliński – organy Hammonda, śpiew, instrumenty perkusyjne
- Jacek Zieliński – śpiew, skrzypce, trąbka, gitara, instrumenty perkusyjne
- Konrad Ratyński – gitara basowa, śpiew
- Jerzy Tarsiński – gitara
- Jan Budziaszek – perkusja